# V. Fülöp francia király
V. (Hosszú) Fülöp (Vincennes, 1293 – Longchamp kolostor, 1322. január 3.) a középkori Franciaország és Navarra királya (II. Fülöp néven), uralkodott 1316. november 19-étől haláláig, IV. (Szép) Fülöp és Navarrai Johanna fia, X. (Civakodó) Lajos és IV. (Szép) Károly, valamint Izabella angol királyné fivére volt. Ő volt a tizennegyedik, utolsó előtti királya a Capeting-uralkodóháznak.

## Élete
IV. (Szép) Fülöp középső fiaként ő kapta a poitiers-i grófságot. Amikor bátyja, X. (Civakodó) Lajos 1316-ban váratlanul meghalt, sikeresen elérte, hogy ő legyen a régens addig, amíg az özvegy királyné, Magyarországi Klemencia meg nem szüli gyermekét. Miután megszületett, a fiú 5 napig I. János néven uralkodó volt, de tisztázatlan okokból meghalt.
1307-ben vette feleségül Burgundi Johannát, IV. Ottó burgundi palotagróf és Matilda d'Artois lányát, akivel hozománynak megkapta Salins-t. 1311-ben Szép Fülöp apanázsként Poitou grófságát adományozta neki, amit 1315-ben trónra jutó fivére pairi rangi emelt. Sógora, Róbert burgundi gróf halála után (1315 körül) feleségével együtt örökölte a burgundi grófságot is.
Civakodó Lajos halála után megszerezte a régensséget, noha nagybátyja, Charles de Valois is pályázott rá. Sógornője, Magyarországi Klemencia novemberben világra hozta az alig öt napig élő I. Jánost, akinek korai halálát egyes elképzelések szerint a hatalomvágyó Fülöp is elősegítette. Ezt követően már csak bizonytalan származású unokahúga, Johanna léphetett fel trónkövetelőként, ám Fülöpöt – zárt kapuk mögött – január 6-án megkoronázták Reimsben, és az 1317-es rendi gyűlés elutasította az ún. száli törvényre hivatkozva a nőági örökösödést. (Később emiatt tört ki a százéves háború.) IV. Odó burgundi herceg ellenállását azzal szerelték le, hogy Fülöp lányát, Johannát ígérték neki feleségül, így a Burgundi Hercegség mellett a burgundi grófságot is megszerezhette. Öccse, Károly, Marche grófja Fülöp fia, Lajos halálakor hagyott fel az ellenségeskedéssel, mert az eset számára biztosította a trónt.
Fülöp uralkodásának első időszakában súlyos éhínség sújtotta az országot, aminek következtében először a parasztok, majd a leprások lázadtak fel. A magukat pásztoroknak nevező paraszti tömegek keresztes háborút hirdettek, de csak Franciaország vidékeit pusztították, előszeretettel végezve a zsidókkal. Végül Carcassonne sénéchalja verte szét a hordát. A király ezzel a feladattal megbirkózott, ahogy a külpolitikában is sikereket könyvelhetett el.
1318-ban megújította szövetségét a Skót Királysággal, majd 1320. június 29-én fogadta sógora, II. Eduárd angol király hódolatát, aki Guyenne hercege, Ponthieu grófja és Montreuil ura lévén a hűbérese volt. Flandria lázadó grófja, Robert de Béthune ellen hadjáratot vezetett, és ő szintén meghódolt. A IV. Fülöp óta húzódó háborút békekötés zárta 1320. június 2-án.
A király reformer volt, ám törekvéseit rövid uralkodása és az ellenséges nagyurak ellenállása megcsáklyázták. Törekedett a pénz, a súly- és mértékrendszer egységesítésére, számos rendeletet adott ki a királyi birtokok, erdők és jövedelmek kezelése, illetve a parlament szervezése kapcsán. Az ország védelmi berendezkedésén is változtatott, mivel csak a határmenti településeken hagyott helyőrségeket, míg a belső területekről kivonta a garnizonokat.
1321 nyarától kezdve vérhasban és lázbetegségekben szenvedett, amelyek öt hónapos szenvedés után 1322. január 3-ára virradó éjjel vitték el a Párizs környéki Longchamps apátságban.

## Utódai
Fülöpnek egyetlen felesége volt, Burgundi Johanna, aki kompromittálódott a Nesle-torony botrányában, ezért 1314–1315 között Dourdanba száműzték, de X. Lajos megkegyelmezett neki. Hét gyermekük született:
- Johanna (1308–1347), Burgundia és Artois grófnője, IV. Odó burgundi herceg felesége 1318-tól
- Margit (1310–1382), Burgundia és Artois grófnője, 1320-tól I. Lajos flandriai gróf felesége
- Izabella (1312–1348), 1323-tól VIII. Guigues viennois-i dauphin, majd 1335-től III. Jean de Faucogney felesége
- Fülöp (1313–?)
- Blanka (1313–1358), klarissza apácaként élte le életét Longchamp-ban.
- Lajos (1316–1317)
- Johanna (1317)